# Powłoka konstrukcyjna
Powłoka konstrukcyjna (łupina) – przestrzenny element konstrukcyjny o tej własności, że jeden z jego wymiarów (grubość) jest znacznie mniejszy od dwóch pozostałych. Powłokę określa jej przestrzennie zakrzywiona powierzchnia środkowa, dzieląca grubość na dwie połowy. W zależności od kształtu tej powierzchni wyróżniamy różne typy powłok w tym: walcowe (rury), stożkowe, kuliste, eliptyczne, hiperboliczne itp. Konturami powłok nazywamy linie ograniczające ich wymiary na powierzchni środkowej. Podpory powłok przeważnie znajdują się na ich liniach konturowych. 
Dzięki swojej lekkości i stosunkowo dużej sztywności przestrzennej, powłoki znajdują szerokie zastosowania inżynierskie.
W budownictwie, powłoki przeważnie o konstrukcji żelbetowej, stosowane są zazwyczaj jako przekrycia dużych pomieszczeń takich jak hale widowiskowe i przemysłowe.
W budowie maszyn, urządzeń i pojazdów, powłoki znajdują wielorakie zastosowania. Występują najczęściej w postaci rur, cylindrów, przepon, kotłów, zbiorników ciśnieniowych (np. puszki do piwa !) itp.